# Riccardo Calafiori
Riccardo Calafiori (ur. 19 maja 2002 w Rzymie) – włoski piłkarz, występujący na pozycji obrońcy w angielskim klubie Arsenal oraz w reprezentacji Włoch. Uczestnik Mistrzostw Europy 2024. Wychowanek AS Romy, w trakcie swojej kariery grał także w takich zespołach jak Genoa, FC Basel oraz Bologna.